# Kanakikop, Nargund
Kanakikop là một làng thuộc tehsil Nargund, huyện Gadag, bang Karnataka, Ấn Độ.